# Russians
«Russians» (с англ. — «Русские») — песня из дебютного альбома Стинга The Dream of the Blue Turtles, выпущенная в 1985 году в качестве сингла. Этой песней музыкант предостерегает от последствий холодной войны, в числе которых доктрина о взаимном гарантированном уничтожении (строки: «Нет такой вещи, как победоносная война / Это враньё, в которое мы больше не верим»). Как следствие, он надеется, что «Русские тоже любят своих детей» и, по его мнению, это единственное, что способно уберечь мир от катастрофы в результате применения ядерного оружия.
Песня стала хитом во Франции, где, продержавшись в топ-50 в течение 19 недель, достигла второй строчки чарта. Сингл является 647-м по уровню продаж во Франции и имеет статус золотого.
В марте 2022 года Стинг исполнил песню в связи с вторжением России на Украину, призвав к прекращению военных действий.

## Создание
Отвечая на вопросы о том, как появилась песня «Русские», Стинг отмечает, что на её написание его вдохновил просмотр советских телепередач для детей. Во время своего приезда в Россию в 2010 году Стинг дал интервью Владимиру Познеру. Говоря о песне и о том, действительно ли он считает, что русские не любят своих детей, музыкант дал следующий комментарий:

…у меня был друг, работавший в Колумбийском университете, он был учёный-исследователь. У него было устройство, способное перехватывать сигнал с советских спутников над Северным полюсом. И мы решили вместе с ним посмотреть русское телевидение. Я никогда не видел русского телевидения. Это было утро воскресенья, и в Москве, и в Санкт-Петербурге шли детские программы, ваша версия «Улицы Сезам» и тому подобных. И меня поразило, сколько тепла, внимания и любви было вложено в эти программы. Так что, естественно, эта мысль, что русские не любят своих детей — это бред, это стало основой разрядки, того, что мы не уничтожили друг друга. Потому что все мы — и Запад, и Советский Союз — имели на кону будущее наших детей, вот о чём я говорю. Я говорю, что мы любим своих детей и поэтому не станем взрывать мир.— Стинг в эфире телепередачи «Познер»
В качестве вступления в песне использованы следующие звуковые фрагменты: в левом стереоканале — из программы «Время» от 23 декабря 1984 года (диктор Игорь Кириллов: «Британский премьер охарактеризовала переговоры с главой делегации Михаилом Сергеевичем Горбачёвым как конструктивный, реалистический, деловой и дружественный обмен мнениями», диктор Галина Зименкова: «В Сане завершила работу…»); в правом стереоканале — из трансляции стыковки космических кораблей «Союз-19» и «Аполлон» 17 июля 1975 года: «— I am approaching Soyuz. — Oh, please, don’t forget about your engine.» Также Стинг использовал в композиции мелодию «Романса» из сюиты «Поручик Киже» русского композитора Сергея Прокофьева.

## Список композиций
| №                   | Название            | Длительность |
| ------------------- | ------------------- | ------------ |
| 1.                  | «Russians»          | 3:57         |
| 2.                  | «Gabriel’s Message» | 2:15         |
| Общая длительность: | Общая длительность: | 6:13         |

| №                   | Название                | Длительность |
| ------------------- | ----------------------- | ------------ |
| 1.                  | «Russians»              | 3:57         |
| 2.                  | «Gabriel’s Message»     | 2:15         |
| 3.                  | «I Burn for You» (Live) | 4:35         |
| Общая длительность: | Общая длительность:     | 10:48        |

## Позиции в чартах
| Страна         | Высшая позиция | Источник |
| -------------- | -------------- | -------- |
| Великобритания | 12             | [ 9 ]    |
| Ирландия       | 11             | [ 10 ]   |
| Нидерланды     | 8              | [ 11 ]   |
| Новая Зеландия | 25             | [ 11 ]   |
| Франция        | 2              | [ 11 ]   |
| Швеция         | 16             | [ 11 ]   |
| Швейцария      | 13             | [ 11 ]   |

## Версия 2022 года
6 марта 2022 года после вторжения России на Украину и вновь возникшей угрозы начала ядерной войны со стороны России музыкант записал и разместил у себя в Инстаграме видео, на котором он исполняет слегка изменённую версию песни под акустическую гитару. В обращении певца говорилось, что он давно не исполнял эту песню, поскольку не думал, что она сохраняет значение в современном мире. Стинг посвятил песню «всем храбрым украинцам, борющимся против жестокой тирании, и многим россиянам, которые протестуют против этого безобразия, несмотря на угрозу ареста и тюремного заключения». Обращение завершается словами: «Мы все любим своих детей. Прекратите войну», а также контактами организаций, оказывающих помощь Украине.